# Philip Rubin
Philip Rubin (22 de maio de 1949) é um cientista da cognição estadunidense, conhecido por aumentar a visibilidade da ciência comportamental e cognitiva, neurociência e questões éticas relacionadas à ciência, tecnologia e medicina. Sua carreira de pesquisador é marcada por suas contribuições teóricas e desenvolvimentos tecnológicos pioneiros, a partir da década de 1970, relacionados à síntese e produção da fala, incluindo a síntese articulatória (modelização computacional da fisiologia e acústica da produção da fala) e síntese de onda senoidal, e seu uso no estudo de eventos temporais complexos, particularmente na compreensão das bases biológicas da fala e da linguagem.
Ele é o CEO emérito e membro do Conselho de Administração dos Laboratórios Haskins. Além disso, ele é professor adjunto do Departamento de Cirurgia e Otorrinolaringologia da Escola de Medicina da Universidade Yale, pesquisador afiliado do Departamento de Psicologia de Yale, membro do Trumbull College de Yale, e curador da Universidade de Connecticut. Ele também é presidente da Federação de Associações em Ciências do Comportamento e do Cérebro (FABBS).